# FC Gillotina Choceň
FC Gillotina Choceň je český futsalový klub z Chocně, hrající od sezóny 2020/21 futsalový Krajský přebor Pardubického kraje. Klub byl založen v roce 1995 při příležitosti vzniku okresní futsalové ligy v Ústí nad Orlicí. Zakladateli klubu se stali především hráči fotbalového Agria Choceň.
Premiérový ročník okresní futsalové ligy se klubu povedl vyhrát a postoupit tak následně do Divize. V následujícím ročníku Východočeské divize se klub umístil na nepostupovém druhém místě, ale kvůli tomu, že se vítěz postupu vzdal, postoupil klub místo něj do druhé celostátní ligy. V sezóně 1998/99 klub svoji regionální skupinu druhé ligy suverénně vyhrál a postoupil tak poprvé v historii do nejvyšší soutěže. V ní klub setrval pouhé dvě sezóny (1999/00 – 2000/01), po sestupové sezóně se klub dokonce z ekonomických důvodů přihlásil pouze do Divize.
Své domácí zápasy v celostátních soutěžích odehrával klub v městské sportovní hale města Litomyšl a také ve Sportovní hale v Chocni.
Klub po sezoně 2017/18 ukončil svoji činnost. V sezoně 2020/21 byl přihlášen do Krajského přeboru Pardubického kraje, sezona se však neodehrála z důvodu pandemie covidu-19.

## Umístění v jednotlivých sezonách
Zdroj: 
Legenda: Z – zápasy, V – výhry, R – remízy, P – porážky, VG – vstřelené góly, OG – obdržené góly, +/- – rozdíl skóre, B – body, červené podbarvení – sestup, zelené podbarvení – postup, světle fialové podbarvení – přesun do jiné soutěže
| Česko (1995 – ) |                                      |        |    |    |   |    |     |     |      |    |       |          |
| Sezóny          | Liga                                 | Úroveň | Z  | V  | R | P  | VG  | OG  | +/-  | B  | P. ZČ | Play-off |
| 1995/96         | Orlickoústecká okresní liga          | 4      | 16 | 15 | 1 | 0  | 132 | 27  | +105 | 46 | 7.    |          |
| 1996/97         | Oblastní liga – sk. Východní Čechy   | 3      | 30 | 21 | 3 | 6  | 165 | 85  | +80  | 66 | 2.    |          |
| 1997/98         | 2. liga – sk. Východ                 | 2      | 22 | 14 | 4 | 4  | 144 | 89  | +55  | 46 | 3.    |          |
| 1998/99         | 2. liga – sk. Východ                 | 2      | 30 | 25 | 2 | 3  | 211 | 104 | +107 | 77 | 1.    |          |
| 1999/00         | 1. celostátní liga                   | 1      | 26 | 5  | 3 | 18 | 90  | 135 | -45  | 18 | 12.   |          |
| 2000/01         | 1. celostátní liga                   | 1      | 26 | 4  | 2 | 20 | 82  | 135 | -53  | 14 | 14.   |          |
| 2001/02         | Divize – sk. Východní Čechy          | 3      | 30 | 18 | 4 | 8  | 113 | 46  | +67  | 58 | 5.    |          |
| 2002/03         | Divize F                             | 3      | 30 | 17 | 5 | 8  | 125 | 85  | +40  | 56 | 5.    |          |
| 2003/04         | Divize D                             | 3      | 26 | 14 | 3 | 9  | 89  | 63  | +26  | 45 | 4.    |          |
| 2004/05         | Divize D                             | 3      | 26 | 12 | 6 | 9  | 87  | 79  | +8   | 39 | 6.    |          |
| 2005/06         | Divize D                             | 3      | 26 | 16 | 3 | 7  | 87  | 54  | +33  | 51 | 3.    |          |
| 2006/07         | Divize D                             | 3      | …  | …  | … | …  | …   | …   | …    | …  | 2.    |          |
| 2007/08         | Divize D                             | 3      | …  | …  | … | …  | …   | …   | …    | …  | 1.    |          |
| 2008/09         | 2. liga – sk. Východ                 | 2      | 22 | 12 | 3 | 7  | 89  | 58  | +31  | 39 | 3.    |          |
| 2009/10         | 2. liga – sk. Východ                 | 2      | 22 | 7  | 2 | 13 | 78  | 113 | -35  | 23 | 10.   |          |
| 2010/11         | 2. liga – sk. Východ                 | 2      | 22 | 15 | 2 | 5  | 108 | 83  | +25  | 47 | 10.   | Finále   |
| 2011/12         | 2. liga – sk. Východ                 | 2      | 22 | 10 | 4 | 8  | 103 | 105 | -2   | 34 | 4.    |          |
| 2012/13         | 2. liga – sk. Východ                 | 2      | 20 | 7  | 0 | 13 | 82  | 119 | -37  | 21 | 9.    |          |
| 2013/14         | 2. liga – sk. Východ                 | 2      | 18 | 7  | 0 | 11 | 73  | 82  | -9   | 21 | 7.    |          |
| 2014/15         | Divize D                             | 3      | 22 | 11 | 4 | 7  | 57  | 55  | +2   | 37 | 4.    |          |
| 2015/16         | Divize D                             | 3      | 22 | 6  | 7 | 9  | 58  | 66  | -10  | 25 | 9.    |          |
| 2016/17         | Divize D                             | 3      | 20 | 9  | 4 | 7  | 75  | 70  |      | 31 | 5.    |          |
| 2017/18         | Divize D                             | 3      | 20 | 5  | 3 | 12 | 44  | 71  |      | 18 | 10.   | sestup   |
| 2018-2020       | Klub nebyl přihlášen v žádné soutěži |        |    |    |   |    |     |     |      |    |       |          |
| ** 2020/21      | Krajský přebor Pardubického kraje    | 4      |    |    |   |    |     |     |      |    |       |          |

**= sezona nebyla odehrána z důvodu pandemie covidu-19